# 금산군의 향토유적
금산군의 향토유적은 다음 각 호에 해당하는 것을 말한다.
1. 문화재보호법,충청남도지정문화재보호조례 규정에 의거 지정되지 아니한 것으로서 향토의 역사상·예술상·학술상 가치가 있는 것과 이에 준하는 자료
2. 향후 문화재로서 보존가치가 있을 것으로 기대되는 유적
3. 향토문화·토속·풍속을 연구하는데 필요한 자료

## 지정 목록

### 유형
| 번호 | 그림 | 명칭              | 소재지                        | 소유자 (관리자) | 지정·해제일자                        | 비고 |
| ---- | ---- | ----------------- | ----------------------------- | --------------- | ------------------------------------ | ---- |
| 1호  |      | 개삼각            | 금산군 남이면 개삼로 121      | 금산군          | 1991년 4월 16일 지정                 |      |
| 2호  |      | [[]]              | 금산군                        |                 | 1991년 4월 16일 지정, 해제일자 미상  |      |
| 3호  |      | [[]]              | 금산군                        |                 | 1991년 4월 16일 지정, 해제일자 미상  |      |
| 4호  |      | 영천암            | 금산군 남이면 보석사1길 148   | 영천암          | 1991년 4월 16일 지정                 |      |
| 5호  |      | 원효암            | 금산군 남이면 진악로 428      | 원효암          | 1991년 4월 16일 지정                 |      |
| 6호  |      | 숭모사            | 금산군 남일면 마장길 158      | 박남박씨        | 1992년 10월 28일 지정                |      |
| 7호  |      | [[]]              | 금산군                        |                 | 1992년 10월 28일 지정, 해제일자 미상 |      |
| 8호  |      | 어풍대            | 금산군 제원면 제원리 산14     | 금산군          | 1992년 10월 28일 지정                |      |
| 9호  |      | 세마지            | 금산군 제원면 제원리 산14     | 금산군          | 1992년 10월 28일 지정                |      |
| 10호 |      | 백암느티나무      | 금산군 복수면 백암리 732      | 금산군          | 1992년 10월 28일 지정                |      |
| 11호 |      | 홍범식군수순절비  | 금산군 금산읍 상옥리 산46-1   | 금산군          | 2008년 6월 17일 지정                 |      |
| 12호 |      | 경주김씨 효열비각 | 금산군 제원면 대산길 101      | 김해김씨        | 2011년 8월 16일 지정                 |      |
| 13호 |      | 귀봉사            | 금산군 남이면 흑암길 6-12     | 김해김씨        | 2011년 8월 16일 지정                 |      |
| 14호 |      | 대산사            | 금산군 제원면 대산길 81-14    | 영산신씨        | 2011년 8월 16일 지정                 |      |
| 15호 |      | 숭의재            | 금산군 군북면 일흔이재로 147  | 천안전씨        | 2011년 8월 16일 지정                 |      |
| 16호 |      | 숭절사            | 금산군 남이면 흑암1길 9       | 천안전씨        | 2011년 8월 16일 지정                 |      |
| 17호 |      | 유곡사            | 금산군 금성면 서원모정길 54-8 | 금계한씨        | 2011년 8월 16일 지정                 |      |
| 18호 |      | 정의사            | 금산군 남일면 봉황로 73       | 현풍곽씨        | 2011년 8월 16일 지정                 |      |
| 19호 |      | 정충사            | 금산군 남일면 삼태2길 33-1    | 남원양씨        | 2011년 8월 16일 지정                 |      |
| 20호 |      | 청주한씨 정려각   | 금산군 추부면 하마전1길 13    | 진주강씨        | 2011년 8월 16일 지정                 |      |
| 21호 |      | 현덕사            | 금산군 군북면 어필각로 197    | 밀양박씨        | 2011년 8월 16일 지정                 |      |
| 22호 |      | 형수당            | 금산군 군북면 내부길 30-6     | 천안전씨        | 2011년 8월 16일 지정                 |      |
| 23호 |      | 황풍사            | 금산군 남일면 황풍2길 3-9     | 금산김씨        | 2011년 8월 16일 지정                 |      |
| 24호 |      | 영산신씨정려각    | 금산군 군북면 내부리 463-6    | 영산신씨        | 2011년 8월 16일 지정                 |      |

## 참고 문헌
- 금산군 홈페이지 - 고시/공고